# Centre italien de recherche aérospatiale
Le Centre italien de recherche aérospatiale (en italien Centro italiano ricerche aerospaziali, CIRA) est un centre de recherche appliquée pour l'aéronautique et le spatial basé à Capoue. La société sans but lucratif résulte d'un partenariat public-privé où sont représentés l'Agence spatiale italienne, le Conseil national de la recherche, la région de Campanie et les principales compagnies aéronautiques et spatiales opérant en Italie, représentées par la Fédération des entreprises italiennes pour l'aérospatiale, la défense et la sécurité (AIAD). Créée en 1984 dans le cadre du programme national de recherche aérospatiale, elle est contrôlée par le gouvernement italien.

## Moyens d'essais
Le CIRA dispose d'une panoplie de moyens de moyens d'essais dans tous les domaines :
- Icing Wind Tunnel (IWT) destiné aux expériences de givrage d'avions[2].
- Scirocco, une torche à plasma de puissance 70 MW, l'une des plus puissantes au monde avec celui de la NASA à Ames Research Center[3]. Ce moyen a été partiellement financé par l'Agence spatiale européenne. Un second moyen de faible puissance nommé Ghibli (2 MW) permet des essais de moindre ampleur ou technologiques[4].
- Pilot Transonic Wind (PT1), une soufflerie traditionnelle fonctionnant dans les domaines allant du subsonique au faible supersonique (nombre de Mach de 0.1 à 1.4)[5].
- Laboratoire d'impact pour les structures aérospatiales (LISA)[6].
- Laboratoire de qualification spatiale[7].

## Laboratoires de développement
Divers laboratoires servent de support aux moyens d'essais et développent des études propres, par exemple dans le domaine des systèmes autonomes ou à tiltrotor.
- Structures adaptatives, en particulier structures déployables[9].
- Guidage, pilotage et navigation (GNC)[10].
- Mesures et caractérisations[11].
- Vibrations et acoustique[12].
- Électronique[13].
- Réalité virtuelle[14].